# Henrik Moisander
Henrik Moisander (ur. 29 września 1985 w Turku) – fiński piłkarz grający na pozycji bramkarza w Interze Turku.

## Kariera klubowa
Moisander rozpoczął karierę w Turun Palloseura. W czerwcu 2003 trafił do AFC Ajax. W sierpniu 2006 przeszedł do Assyriska FF. W marcu 2007 przebywał na testach w Hace, a w sierpniu tegoż roku wrócił do TPS. W listopadzie 2008 podpisał roczny kontrakt z Vaasan Palloseura. W lutym 2010 przebywał na testach w JJK Jyväskylä, jednakże miesiąc później ponownie trafił do TPS. W październiku 2013 przeszedł do FC Lahti. W lutym 2016 podpisał dwuletni kontrakt z Interem Turku.

## Kariera reprezentacyjna
W reprezentacji Finlandii zadebiutował 22 stycznia 2015 w zremisowanym 0:0 meczu z Jemenem.

## Życie osobiste
Jego brat bliźniak Niklas również jest piłkarzem.